# JAX-WS
JAX-WS (Java API for XML Web Services) es una interfaz de programación de aplicaciones (API) de Java en Extensible Markup Language (XML) para la creación de servicios web (WS). Es parte de la plataforma Java EE de Sun Microsystems. Al igual que las otras API de Java EE, JAX-WS utiliza anotaciones, introducidas en Java SE 5, para simplificar el desarrollo y despliegue de los clientes y puntos finales de servicios web. Es parte del Java Web Services Development Pack.
La implementación de referencia de JAX-WS se desarrolla como un proyecto de código abierto y forma parte del proyecto GlassFish, un servidor de aplicaciones Java EE de código abierto. Se llama JAX-WS RI (por Reference Implementation) y se dice que es la implementación de calidad de producción (contrariamente a la implementación de referencia antigua que era una prueba de concepto). Esta implementación de referencia es ahora parte de la distribución Metro.
JAX-WS también es uno de los fundamentos de WSIT.

## Cambio de nombre
JAX-WS 2.0 reemplazó a la API JAX-RPC en Java EE 5. El cambio de nombre refleja el alejamiento del estilo RPC hacia servicios web de estilo de documento.